# Grewia yinkiangensis
Grewia yinkiangensis là một loài thực vật có hoa trong họ Cẩm quỳ. Loài này được Y.C.Hsu & R.Zhuge mô tả khoa học đầu tiên năm 1995.